# Springsteen: Deliver Me From Nowhere
Springsteen: Deliver Me from Nowhere (bra: Springsteen: Salve-me do Desconhecido) é um futuro filme biográfico americano de drama musical sobre o cantor, compositor e guitarrista de rock americano Bruce Springsteen. O filme foi escrito, produzido e dirigido por Scott Cooper, baseado no livro Deliver Me from Nowhere: The Making of Bruce Springsteen's Nebraska, de Warren Zanes, de 2023. Ele narra a concepção do álbum Nebraska, de 1982, de Springsteen. O filme é estrelado por Jeremy Allen White como Springsteen, com Jeremy Strong, Paul Walter Hauser, Stephen Graham, Odessa Young, Gaby Hoffmann, Marc Maron e David Krumholtz em papéis coadjuvantes.
Springsteen: Deliver Me from Nowhere será lançado pela Walt Disney Studios Motion Pictures nos Estados Unidos em 24 de outubro de 2025. No Brasil, o filme será lançado em 30 de outubro do mesmo ano.

## Premissa
O filme narra a produção do álbum Nebraska, de Bruce Springsteen, de 1982, quando ele era um jovem músico à beira do estrelato global, lutando para conciliar as pressões do sucesso com os fantasmas de seu passado. Gravado em um gravador de 4 faixas no quarto de Springsteen em Nova Jersey, o álbum marcou um momento crucial em sua vida e é considerado um de seus trabalhos mais duradouros - um disco acústico sombrio e severo que retrata a vida de trabalhadores braçais que tentam ter sucesso na vida, mas fracassam a cada passo, enquanto buscam uma libertação que nunca chega.

## Elenco
- Jeremy Allen White como Bruce Springsteen
  - Matthew Anthony Pellicano como o jovem Bruce Springsteen
- Jeremy Strong como Jon Landau, empresário e produtor musical de Springsteen
- Paul Walter Hauser como Mike Batlan, engenheiro de gravação de Springsteen durante as sessões de Nebraska
- Stephen Graham como Douglas Springsteen, pai de Bruce com quem ele tinha um relacionamento complicado
- Odessa Young como Faye, o interesse amoroso de Bruce
- Gaby Hoffmann como Adele Springsteen, mãe de Bruce
- Marc Maron como Chuck Plotkin, produtor e engenheiro de mixagem de Springsteen
- David Krumholtz como Al Teller, o executivo fonográfico da Columbia
- Johnny Cannizzaro como Steven Van Zandt
- Harrison Gilbertson como Matt Delia, amigo próximo de Springsteen
- Chris Jaymes como Dennis King, o engenheiro de masterização

## Produção

### Desenvolvimento
O projeto foi anunciado pela primeira vez em março de 2024, com Bruce Springsteen e seu empresário Jon Landau ativamente envolvidos com ele. Os produtores são Scott Stuber, em seu primeiro projeto desde que deixou o cargo de chefe de filmes da Netflix, Ellen Goldsmith-Vein, Scott Cooper e Eric Robinson, com Cooper escrevendo e dirigindo a adaptação do livro de não ficção de Zanes, Deliver Me from Nowhere: The Making of Bruce Springsteen's Nebraska. Zanes também é produtor executivo. Jeremy Allen White estava em negociações para retratar Springsteen e esperava-se que a A24 adquirisse os direitos de distribuição.
No entanto, foi anunciado que a 20th Century Studios havia adquirido o filme em um acirrado leilão com a A24, juntando-se ao projeto como financiadora e distribuidora. Em maio de 2024, foi relatado que Jeremy Strong estava em negociações para interpretar Jon Landau. Strong confirmou a escalação do elenco em outubro de 2024. Em junho de 2024, Paul Walter Hauser e Odessa Young se juntaram ao elenco. Em setembro, Stephen Graham se juntou ao elenco como o pai de Springsteen, Douglas, enquanto Harrison Gilbertson e Johnny Cannizzaro foram adicionados ao elenco no mês seguinte. Em novembro de 2024, foi anunciado que Marc Maron, Gaby Hoffmann e David Krumholtz se juntaram ao elenco.

### Filmagens
As filmagens começaram em 28 de outubro de 2024, principalmente em Nova York e Nova Jersey, com filmagens adicionais em Los Angeles. Nos dias 1 e 4 de novembro de 2024, Springsteen fez visitas especiais aos sets de filmagem em Rockaway e Bayonne, Nova Jersey, onde se encontrou com White. Springsteen também visitou os sets de filmagem em Asbury Park, em 10 e 11 de dezembro de 2024, em Meadowlands, em 8 e 9 de janeiro, e em Freehold Borough, em 10 de janeiro de 2025. As filmagens terminaram em 11 de janeiro de 2025, no Asbury Park.

## Lançamento
Springsteen: Deliver Me from Nowhere será lançado pela Walt Disney Studios Motion Pictures nos Estados Unidos em 24 de outubro de 2025. No Brasil, o filme será lançado em 30 de outubro do mesmo ano.